# 拉维勒迪约 (滨海夏朗德省)
拉维勒迪约（法語：La Villedieu，法語發音：[la vildjø]）是法国滨海夏朗德省的一个市镇，位于该省东部偏北，属于圣让当热利区。

## 地理
拉维勒迪约（46°3'41"N, 0°19'16"W）面积22.27 平方千米，位于法国新阿基坦大区滨海夏朗德省，该省份为法国西部滨海省份，北起旺代省，西临大西洋，南至吉倫特省，东南接多爾多涅省，东北接德塞夫勒省接壤，东临夏朗德省。
与拉维勒迪约接壤的市镇（或旧市镇、城区）包括：欧奈、布托讷河畔当皮埃尔、布雷杜瓦尔河畔圣芒代、希泽、昂西涅。

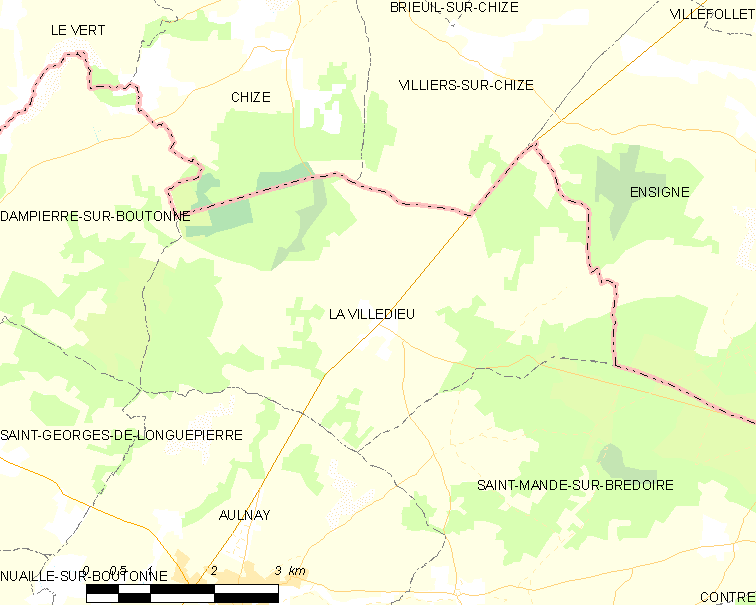
的OSM定位图

拉维勒迪约的时区为UTC+01:00、UTC+02:00（夏令时）。

## 行政
拉维勒迪约的邮政编码为17470，INSEE市镇编码为17471。

## 政治
拉维勒迪约所属的省级选区为马塔县。

## 人口

1962-2008年间人口变化图示

拉维勒迪约于2022年1月1日时的人口数量为203人。